# 丁特斯海姆
丁特斯海姆是德国莱茵兰-普法尔茨州的一个市镇。总面积1.96平方公里，总人口156人，其中男性77人，女性79人（2011年12月31日），人口密度80人/平方公里。